# Камптоніт
Камптоніт (від назви місцевості Камптон (Campton), Нью-Гемпшир, США) — магматична жильна гірська порода, що складається з плагиоклаза (зазвичай лабрадору) і бурого амфібола (баркевикіта); містить також піроксен (тітан-авгит), біотіт і олівін. У всіх різновидах (амфіболовий До., біотітовий До. і ін.) звичайний багато вторинного кальциту і цеолітов, які або виконують мигдалини, або утворюють неправильні виділення.